# Kameltrittgewächse
Die Kameltrittgewächse (Neuradaceae) sind eine Pflanzenfamilie in der Ordnung der Malvenartigen (Malvales). Diese kleine Familie enthält drei Gattungen mit etwa zehn Arten. Die Arten haben ihre Areale in Trockengebieten (arid) von Afrika und dem Mittelmeerraum bis Indien (Holarktis und Paläotropis).

## Beschreibung

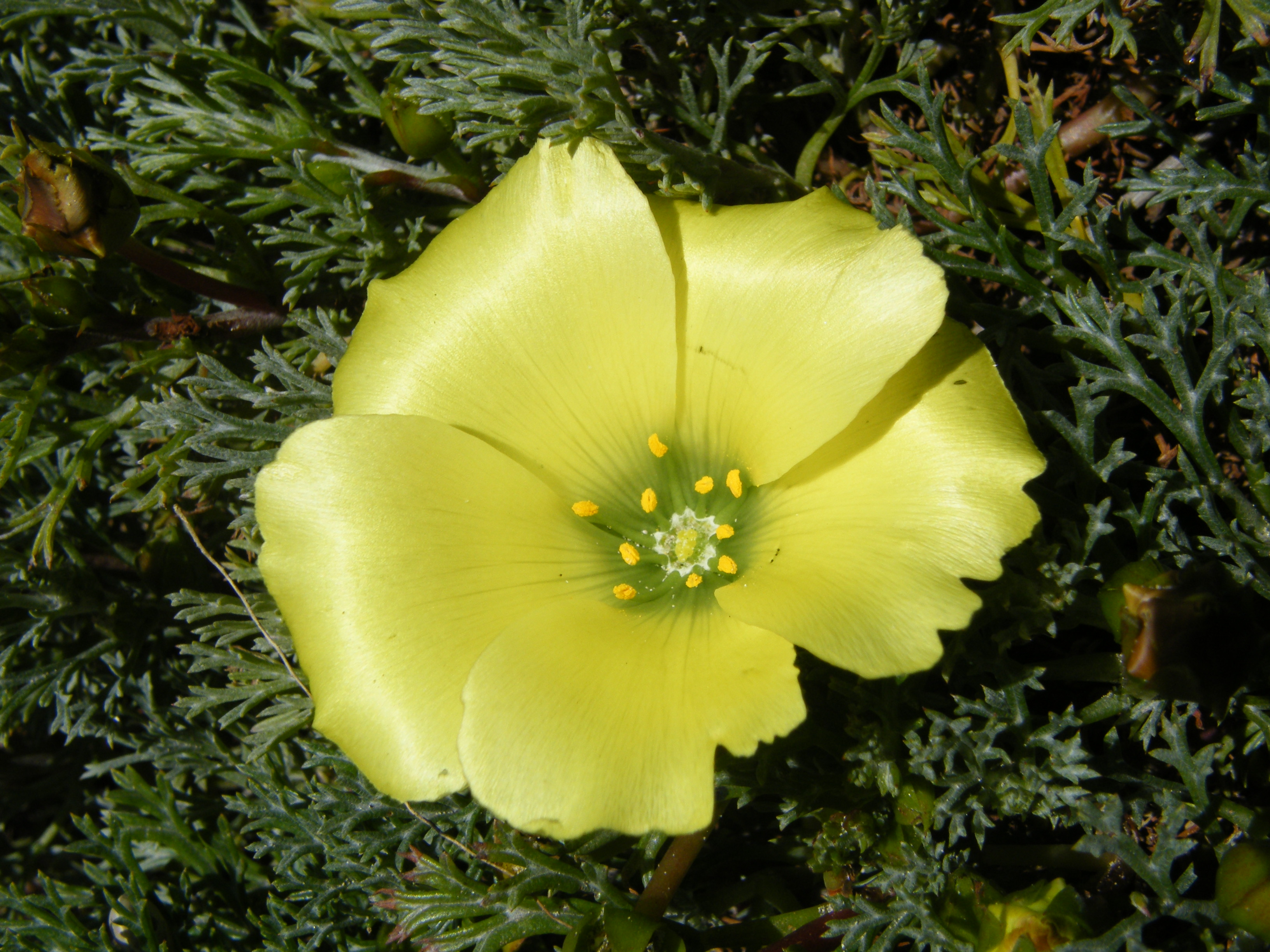
Fünzählige Blüte im Detail von Grielum grandiflorum

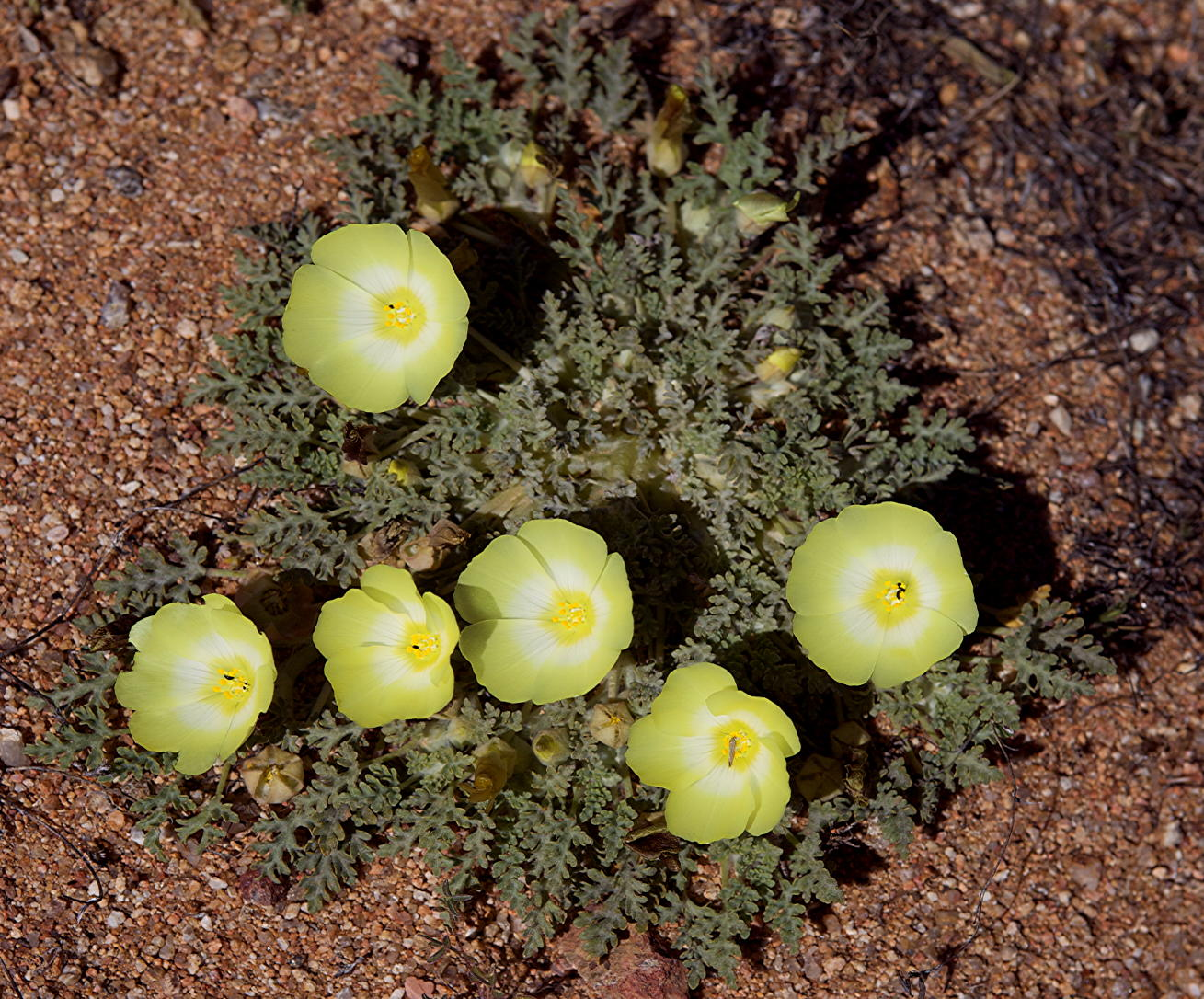
Grielum humifusum

### Vegetative Merkmale
Es sind meist niedrige, einjährige, selten ausdauernde krautige Pflanzen (bis Halbsträucher). Die oberirdischen Pflanzenteile sind behaart.
Die wechselständig angeordneten Laubblätter sind einfach oder tief geteilt. Wenn sie nicht geteilt sind, haben sie einen gesägten oder gezähnten Blattrand. Nebenblätter fehlen.

### Generative Merkmale
Die Blüten stehen einzeln in den Blattachseln. Die zwittrigen Blüten sind radiärsymmetrisch und fünfzählig mit doppelter Blütenhülle. Die fünf Kelchblätter sind verwachsen (einer der Hauptunterschiede zu den Rosaceae). Die fünf Kronblätter sind frei. Es sind zwei Kreise mit je fünf freien, fertilen Staubblättern vorhanden. Drei bis zehn Fruchtblätter sind zu einem mehr oder weniger unterständigen, bis zu zehnkammerigen Fruchtknoten mehr oder weniger stark verwachsen. Es sind zwei bis fünf Griffel und Narben vorhanden (es sind mehr oder weniger freie Stylodien).
Sie bilden einsamige Balgfrüchte (oder Kapselfrüchte), die beim Kameltritt (Neurada procumbens) als Trampelkletten ausgebildet sind.

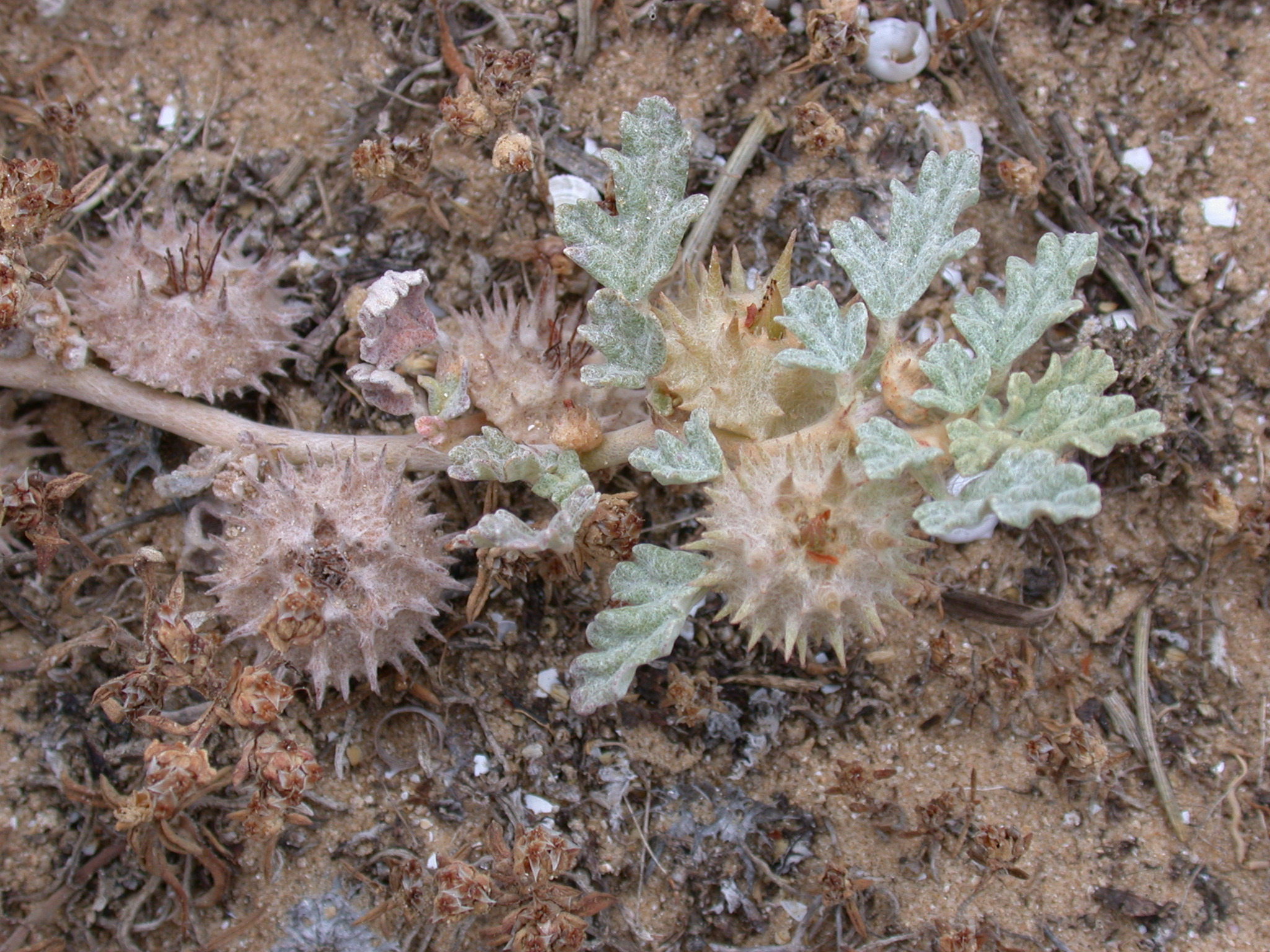
Kameltritt (Neurada procumbens) mit Früchten

## Systematik
Diese Familie Neuradaceae wurde 1835 durch Vincenz Franz Kostelecky in Allgemeine Medizinisch-Pharmazeutische Flora, Band 4, Seite 1476. Ein Synonym für Neuradaceae Kostel. ist Grielaceae Martynov.
Diese Familie Neuradaceae enthält etwa drei Gattungen mit bis zu zehn Arten:
- Grielum L.: Die vier oder fünf Arten kommen im südlichen Afrika in Namibia, Botswana und in den südafrikanischen Provinzen Nord-, West-, Ostkap, North West sowie Gauteng vor.[3]
- Neurada L. (Syn: Neuras Adans., Figaraea Viv.): Es gibt nur eine Art:
  - Kameltritt[1] (Neurada procumbens) L.: Die seit 2008 drei Varietäten sind im Mittelmeerraum Nordafrikas, in Saharo-Arabischen Region und weiteren Teilen Arabiens bis zur Sudan-Region und Indien verbreitet.[2] Ob es eine zweite Art gibt oder es nur drei Varietäten sind, wurde kontrovers diskutiert.[4]
- Neuradopsis Bremek. & Oberm.: Die etwa zwei Arten kommen im südlichen Afrika vor.[5]